# هوراس بالدوين
هوراس بالدوين (بالإنجليزية: Horace Baldwin)‏ هو سياسي أمريكي، ولد في 1798، وتوفي في 8 نوفمبر 1850.